# Латимър (окръг, Оклахома)
Окръг Латимър (на английски: Latimer County) е окръг в щата Оклахома, Съединени американски щати. Площта му е 1888 km², а населението – 10 692 души (2000). Административен център е град Уилбъртън.